# رولاند نيلسون (لاعب دفع الجلة)
رولاند نيلسون (بالسويدية: Roland Nilsson)‏ هو رامي القرص سويدي، ولد في 26 نوفمبر 1924 في مقاطعة فسترنورلاند في السويد، وتوفي في 21 فبراير 2014 في ألتون في الولايات المتحدة.

## وصلات خارجية
- رولاند نيلسون على موقع أوليمبيديا (الإنجليزية)
- رولاند نيلسون على موقع اللجنة الأولمبية السويدية (السويدية)